# Deutsche Meisterschaften in der Nordischen Kombination 2003

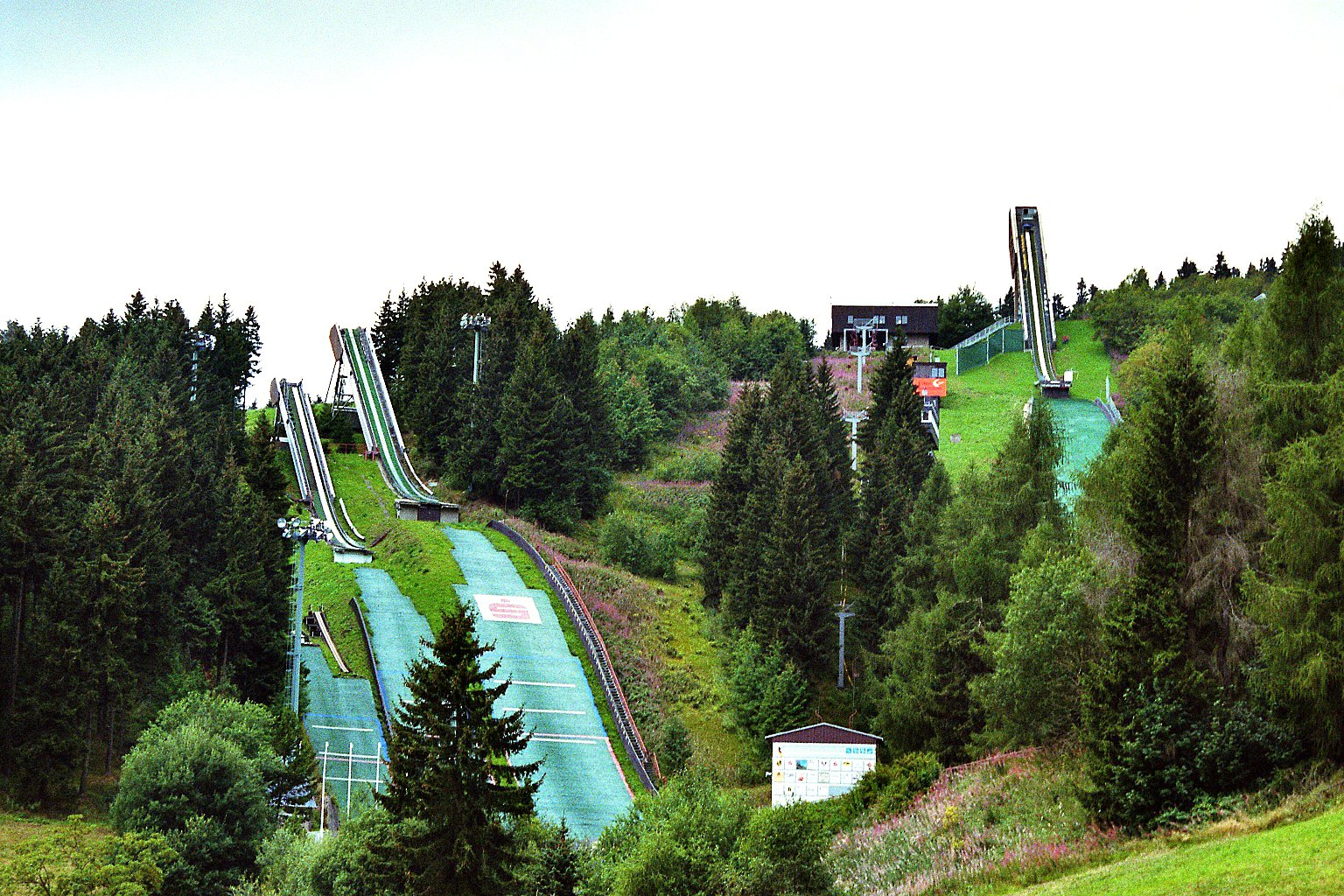
Fichtelbergschanzen in Oberwiesenthal

Die Deutschen Meisterschaften in der Nordischen Kombination 2003 fanden vom 25. bis zum 27. Juli 2003 im sächsischen Oberwiesenthal statt. Der Veranstalter war der Deutsche Skiverband. Die Sprungläufe wurden auf der mit Matten belegten K95-Fichtelbergschanze ausgetragen. Es fand ein Gundersen-Wettkampf sowie ein Sprint statt. Wettkampfbeauftragter des DSV war Rudi Tusch.

## Ergebnisse

### Einzel Männer (HS 106/15 km)
Der Einzelwettbewerb fand in der Gundersen-Methode über 15 Kilometer statt. Der spätere Juniorenmeister Christian Ulmer zeigte die besten Sprünge, während Björn Kircheisen die beste Laufleistung vorweisen konnte. Deutscher Meister wurde Ronny Ackermann, der nach der zweitbesten Sprungleistung die fünftbeste Laufzeit erzielte.
| Platz | Name              | Verein                       | Sprungpunkte | Laufzeit | Rückstand |
| ----- | ----------------- | ---------------------------- | ------------ | -------- | --------- |
| 01.   | Ronny Ackermann   | WSV Oberhof 05, TSV          | 228,5        | 32:41,1  |           |
| 02.   | Jens Gaiser       | SV Mitteltal-Obertal, SBW    | 218,5        | 32:19,7  | +0:18,6   |
| 03.   | Björn Kircheisen  | WSV Johanngeorgenstadt, SVS  | 210,0        | 32:04,6  | +0:37,5   |
| 04.   | Sebastian Haseney | SC Motor Zella-Mehlis, TSV   | 210,0        | 32:09,3  | +0:42,2   |
| 05.   | Marko Baacke      | WSC Ruhla, TSV               | 206,0        | 32:23,7  | +1:12,6   |
| 06.   | Matthias Menz     | SC Steinbach-Hallenberg, TSV | 222,0        | 33:54,1  | +1:39,0   |
| 07.   | Christian Ulmer   | SC Wiesensteig, SBW          | 230,0        | 34:59,3  | +2:12,2   |
| 08.   | Christoph Menz    | SC Motor Zella-Mehlis, TSV   | 200,0        | 34:50,3  | +4:03,2   |
| 09.   | Jens Kaufmann     | SV Baiersbronn, SBW          | 197,5        | 34:43,7  | +4:06,6   |
| 10.   | Philipp Rießle    | SZ Breitnau, SBW             | 185,5        | 33:57,7  | +4:08,6   |

### Sprint Männer (HS 106/7,5 km)
Der Sprint fand von der Normalschanze und über 7,5 km statt. Es nahmen 39 Athleten teil, jedoch gingen zwei Sportler nach dem Sprunglauf beim Langlauf nicht mehr an den Start. Den besten Sprung zeigte Ronny Ackermann, während Björn Kircheisen die beste Laufzeit aufweisen konnte.
| Platz | Name               | Verein                       | Sprungpunkte | Laufzeit | Rückstand |
| ----- | ------------------ | ---------------------------- | ------------ | -------- | --------- |
| 01.   | Ronny Ackermann    | WSV Oberhof 05, TSV          | 121,0        | 14:52,4  |           |
| 02.   | Jens Gaiser        | SV Mitteltal-Obertal, SB     | 117,5        | 14:38,5  | +0:00,1   |
| 03.   | Björn Kircheisen   | WSV Johanngeorgenstadt, SVS  | 112,0        | 14:32,4  | +0:16,0   |
| 04.   | Georg Hettich      | ST Schonach, SBW             | 110,5        | 14:48,7  | +0:38,3   |
| 05.   | Matthias Menz      | SC Steinbach-Hallenberg, TSV | 112,0        | 15:01,0  | +0:44,6   |
| 06.   | Marcel Höhlig      | WSV Oberhof 05, TSV          | 115,0        | 15:19,4  | +0:51,0   |
| 07.   | Philipp Rießle     | SZ Breitnau, SBW             | 110,5        | 15:03,8  | +0:53,4   |
| 08.   | Christian Ulmer    | SC Wiesensteig, SBW          | 114,5        | 15:43,8  | +1:17,4   |
| 09.   | Marc Frey          | SV Baiersbronn, SBW          | 099,0        | 14:59,2  | +1:34,8   |
| 10.   | Stephan Münchmeyer | WSV Oberhof 05, TSV          | 096,0        | 15:03,1  | +1:50,7   |

### Einzel Junioren (HS 106/15 km)
Der Einzelwettbewerb fand zeitgleich zum Wettkampf der Männer in der Gundersen-Methode über 15 Kilometer statt. Juniorenmeister wurde Christian Ulmer.
| Platz | Name            | Verein                     | Sprungpunkte | Laufzeit | Rückstand |
| ----- | --------------- | -------------------------- | ------------ | -------- | --------- |
| 01.   | Christian Ulmer | SC Wiesensteig, SBW        | 230,0        | 34:59,3  |           |
| 02.   | Jens Kaufmann   | SV Baiersbronn, SBW        | 197,5        | 34:43,7  | +1:54,5   |
| 03.   | Philipp Reißle  | SZ Breitnau, SBW           | 185,5        | 33:57,7  | +1:56,4   |
| 04.   | Christian Beetz | WSV Oberhof 05, TSV        | 164,0        | 33:05,5  | +2:30,2   |
| 05.   | Marco Kühne     | SC Motor Zella-Mehlis, SVS | 179,5        | 34:46,2  | +3:08,9   |

### Sprint Junioren (HS 106/7,5 km)
Der Sprint der Junioren war in den Sprint der Männer integriert. Juniorenmeister wurde Philipp Rießle.
| Platz | Name                | Verein              | Sprungpunkte | Laufzeit | Rückstand |
| ----- | ------------------- | ------------------- | ------------ | -------- | --------- |
| 01.   | Philipp Rießle      | SZ Breitnau, SBW    | 110,5        | 15:03,8  |           |
| 02.   | Christian Ulmer     | SC Wiesensteig, SBW | 114,5        | 15:43,8  | +0:24,1   |
| 03.   | Jens Kaufmann       | SV Baiersbronn, SBW | 094,5        | 15:13,9  | +1:26,5   |
| 04.   | Christian Beetz     | WSV Oberhof 05, TSV | 085,5        | 15:01,2  | +1:37,8   |
| 05.   | Florian Schillinger | SV Baiersbronn, SBW | 092,5        | 15:29,6  | +1:38,2   |